# Miratemnus
Miratemnus es un género de arácnido del orden Pseudoscorpionida de la familia Atemnidae.

## Especies
Las especies de este género son:
- Miratemnus hirsutus Beier, 1955
- Miratemnus hispidus Beier, 1932
- Miratemnus kenyaensis Mahnert, 1983
- Miratemnus segregatus (Tullgren, 1908)
- Miratemnus zuluanus Lawrence, 1937